# Pete Egoscue
Pete Egoscue ([i:'goskju:]) (* 1945) ist ein US-amerikanischer Buchautor und Anbieter von Gesundheitsdienstleistungen. An sein Franchising-System, welches vom Hauptsitz in San Diego aus verwaltet wird, sind gegenwärtig 25 Institute in den USA, Mexiko, und Japan angeschlossen. Die Egoscue-Methode ist eine Haltungstherapie, die durch Bewegungsübungen die Funktion des Bewegungsapparats verbessern und wiederherstellen soll. Dies soll eine Verbesserung der Körperhaltung bewirken. Die Übungen stammen aus verschiedenen  Bereichen wie z. B. dem Yoga, dem Breitensport oder wurden eigens entwickelt.
Egoscue hat keine medizinische Ausbildung. Nach eigenem Bericht erlitt er Anfang der 1970er Jahre eine Verletzung. In der Rehabilitation beschäftigte er sich intensiv mit „dem menschlichen Körper und seinen anatomischen, physiologischen, kinesiologischen und biomechanischen Grundlagen“. Mit selbst ausgewählten Übungen habe er seine Heilung erheblich beschleunigt. In der Folgezeit wandte Egoscue sein Wissen zunächst im Freundes- und Familienkreis an. Aufgrund seiner Erfolge „arbeitet er seit 1978 Vollzeit“ mit seiner Methode.
Die Methode ist in den USA bekannt geworden, obgleich es keine wissenschaftlichen Untersuchungen oder gar Wirkungsnachweise gibt. In verschiedenen Fachzeitschriften so z. B. in Sports Illustrated finden sich Artikel über die Methode.

## Werke
- Pete Egoscue, Roger Gittines; Ina Schicker, Claudia Magiera, Heino Nimritz (Übers.): Schmerzfrei leben mit der Egoscue-Methode. Das revolutionäre System gegen chronische Schmerzen. ÄÄ Kopp Verlag, Rottenburg 2017, ISBN 3-86445-487-5
- Pete Egoscue, Roger Gittines: The Egoscue Method of Health Through Motion. A Revolutionary Program That Lets You Rediscover the Body's Power to Protect and Rejuvenate Itself. HarperCollins, New York 1992, ISBN 0-06-016881-1
- Pete Egoscue, Roger Gittines: Pain Free. A Revolutionary Method for Stopping Chronic Pain. Bantam Books, New York 1998, ISBN 0-553-37988-7
- Pete Egoscue, Roger Gittines: Pain Free at Your PC. Bantam Books, New York 1999, ISBN 0-553-38052-4
- Pete Egoscue, Roger Gittines:  Pain Free for Women: The Revolutionary Program for Ending Chronic Pain. Bantam Books, New York 2003, ISBN 0-553-38049-4
- Pete Egoscue, Roger Gittines: Pain Free Living. The Egoscue Method for Strength, Harmony and Happiness. Sterling Publishing, New York 2011, ISBN 1-4027-8643-3